# Miller Motorsports Park

Mapa del trazado principal de Miller Motorsports Park.

Miller Motorsports Park es un autódromo situado cerca de la ciudad de Tooele, estado de Utah, Estados Unidos, 45 km al suroeste de la capital estadual, Salt Lake City.
El proyecto, que se comenzó a construir en el año 2004 y se inauguró en 2005, fue concebido por el empresario Larry H. Miller, dueño del equipo de baloncesto Utah Jazz. La pista fue diseñada por Alan Wilson, responsable de la remodelación del Circuit Mont-Tremblant en 2000 y de la construcción de Barber Motorsports Park. Luego de la muerte de Miller, la empresa vendió el autódromo al fabricante de automóviles chino Geely en 2015.
El trazado completo de Miller mide 7.220 metros de extensión, superando en 700 metros a Road America com el circuito más largo del país. Existen tres variantes adicionales, que también se circulan en sentido antihorario: el circuito perimetral mide 4.905 metros, y los trazados este y oeste miden 3.520 metros cada uno. Las instalaciones de Miller íncluyen un museo de automóviles históricos y una pista de karting de 1.430 metros de longitud, que se superpone con una pista de supermoto.
Miller es sede de carreras de la American Le Mans Series ("Gran Premio de Utah"), la Grand-Am Rolex Sports Car Series y el Campeonato de la AMA de Superbikes. A partir de 2008, el Campeonato Mundial de Superbikes tiene una segunda fecha estadounidense en Miller, además de Laguna Seca.
En 2015 el circuito fue vendido a Mitime Investment and Development Group (subsidiaria de Geely) y se rebautizó como Utah Motorsports Campus.